# Scopanta laevipennis
Scopanta laevipennis är en skalbaggsart som beskrevs av Leon Fairmaire 1896. Scopanta laevipennis ingår i släktet Scopanta och familjen långhorningar.
Artens utbredningsområde är Madagaskar. Inga underarter finns listade i Catalogue of Life.